# Marie de Rome
Marie de Rome est une femme de la communauté chrétienne de cette ville, que l'apôtre Paul salue particulièrement.

## Éléments bibliques
Dans sa lettre aux Romains (16, 6), l'apôtre Paul salue particulièrement une femme de la jeune communauté de Rome, nommée Marie. Pour André-Marie Gerard, elle est « réputée pour son zèle », et l'apôtre Paul apprécie la peine qu'elle s'est donnée pour la communauté chrétienne de la ville, de même que Persis.
Parmi la vingtaine de saints que Paul appelle par leur nom, elle est la seule à porter un nom juif. Elle peut avoir pris ce nom lors de sa conversion et de son baptême, ou être Juive de naissance.
On ne sait pas de quelle façon Marie a œuvré pour la communauté. Elle peut avoir soutenu la communauté financièrement ou matériellement, ou avoir contribué à l'apostolat.